# Reisefunkunterhaltungswagen
Reisefunkunterhaltungswagen (auch: Reise-Funk-Unterhaltungswagen; RFU-Wagen) waren Personenwagen, die ab dem Sommerfahrplan 1951 in drei Schnellzügen der Deutschen Bundesbahn (DB) eingestellt wurden.

## Funktion
Die DB beschrieb Fahrzeuge und Service: Durch diese Einrichtung soll dem Reisenden während der Fahrt Unterhaltung durch Schallplattenmusik geboten werden, die mit Zeit- und Bahnhofsansagen, Angabe von Anschlüssen, Hinweise auf wichtige Sehenswürdigkeiten abwechselt. Eingesetzt wurden dafür Abteilwagen 3. Klasse. Die DB betrieb die Wagen in Zusammenarbeit mit der Deutschen Eisenbahn-Reklame GmbH in Kassel. Letztere stellte auch die „Stewardeß“, die den Plattenspieler bediente und für die Ansagen zuständig war. Betrieblich galt sie als Zugbegleiterin.

## Einsatz
Reisefunkunterhaltungswagen kamen in folgenden Zügen zum Einsatz:
- D 101/102 Frankfurt–Köln–Hannover, zwei Wagen;
- D 131/132 Karlsruhe–München;
- D 171/172 Lindau–Köln, zwei Wagen;
- D 201/202 Stuttgart–Köln, ein Wagen;
- D 461/462 Lindau–Frankfurt (Main).

Drei dieser Züge verkehrten über die touristisch interessante Strecke entlang des Mittelrheintals. Der Betrieb wurde jedoch schon zum 1. Juli 1952 wieder eingestellt.